# Чемпионат мира по шорт-треку среди юниоров 2006
Чемпионат мира по шорт-треку среди юниоров 2006 года проходил с 6-8 января в Меркуря-Чук (Румыния).
Чемпионаты включают в себя четыре дистанции — 500, 1000, 1500 и 1500 метров — суперфинал На дистанциях сначала проводятся предварительные забеги, затем лучшие шорт-трекисты участвуют в финальных забегах. Чемпионом мира становится спортсмен набравший наибольшую сумму очков по итогам четырёх дистанций. В случае равенства набранных очков преимущество отдаётся спортсмену занявшему более высокое место в суперфинале на дистанции 1500 м. Также проводятся с 2001 года эстафеты у девушек м у юношей на 2000 м. С 2019 года абсолютный чемпион не разыгрывается.

## Общий медальный зачёт
| Место | Страна           | Золото | Серебро | Бронза | Всего |
| ----- | ---------------- | ------ | ------- | ------ | ----- |
| 1     | Республика Корея | 6      | 6       | 2      | 14    |
| 2     | Франция          | 2      | 1       | 0      | 3     |
| 3     | Китай            | 1      | 0       | 3      | 4     |
| 4     | Германия         | 1      | 0       | 0      | 1     |
| 5     | Канада           | 0      | 1       | 2      | 3     |
| 6-7   | Италия           | 0      | 1       | 0      | 1     |
| 6-7   | Польша           | 0      | 1       | 0      | 1     |
| 8-10  | США              | 0      | 0       | 1      | 1     |
| 8-10  | Нидерланды       | 0      | 0       | 1      | 1     |
| 8-10  | Венгрия          | 0      | 0       | 1      | 1     |

## Медалисты

### Юноши
| Дисциплина        | Золото                                         | Серебро                              | Бронза                                        |
| ----------------- | ---------------------------------------------- | ------------------------------------ | --------------------------------------------- |
| 500 м             | Роберт Зайферт Германия                        | Дариуш Кулеша Польша                 | Джон Сельски США                              |
| 1000 м            | Максим Шатенье Франция                         | Ли Джун Су Республика Корея          | Франсуа Амлен Канада                          |
| 1500 м            | Ли Сын Хун Республика Корея                    | Ли Джун Су Республика Корея          | Ким Джэ Хан Республика Корея                  |
| 1500 м суперфинал | Ли Джун Су Республика Корея                    | Ким Джэ Хан Республика Корея         | Максим Шатенье Франция                        |
| Многоборье        | Ли Джун Су Республика Корея                    | Максим Шатенье Франция               | Ким Джэ Хан Республика Корея                  |
| Эстафета-2000 м   | Максим Шатенье Ксавье Шарпентье Джереми Массон | Франсуа Амлен Николас Бин Жоэль Мино | Фрек ван дер Варт Йорит Остен Рутгер Стратхоф |

### Девушки
| Дисциплина        | Золото                          | Серебро                                                    | Бронза                                    |
| ----------------- | ------------------------------- | ---------------------------------------------------------- | ----------------------------------------- |
| 500 м             | Чон Ын Джу Республика Корея     | Арианна Фонтана Италия                                     | Джессика Грегг Канада                     |
| 1000 м            | Чон Ын Джу Республика Корея     | Чхве Джун Вон Республика Корея                             | Чжоу Ян Китай                             |
| 1500 м            | Чон Ын Джу Республика Корея     | Чхве Джун Вон Республика Корея                             | Кан Луцян Китай                           |
| 1500 м суперфинап | Чжоу Ян Китай                   | Чхве Джун Вон Республика Корея                             | Чон Ын Джу Республика Корея               |
| Многоборье        | Чон Ын Джу Республика Корея     | Чхве Джун Вон Республика Корея                             | Чжоу Ян Китай                             |
| Эстафета-2000 м   | Чжоу Ян Кан Луцян Сунь Линьлинь | Республика Корея · Чхве Джун Вон · Пак Сун Ён · Чон Ын Джу | Бернадетт Хеидум Сандра Лайтош Рожа Дараж |